# Ламбрино, Телемак
Телемак Ламбрино (фр. Télémaque Lambrino; 27 октября 1878, Одесса — 25 февраля 1930, Лейпциг) — германский пианист украинского происхождения.

## Биография
Учился в Одессе у Дмитрия Климова, затем в Мюнхене у Бертольда Келлермана и Йозефа Райнбергера и наконец в Лейпциге у Ксавера Шарвенки и Марии Терезы Карреньо.
Широко концертировал в Германии на протяжении 1910-х годов, гастролировал и в России (впервые — в 1908 году в Москве с концертом из произведений Фридерика Шопена). Запись Военного марша Франца Шуберта (в транскрипции Карла Таузига) в исполнении Ламбрино (1905) — одна из заметных среди самых ранних европейских аудиозаписей (фирма «Welte-Mignon»).
C 1905 года преподавал в Галле и Эрфурте, в 1908—1909 гг. профессор Московской консерватории. Затем преподавал в Лейпцигской консерватории и, в 1918—1924 гг., в берлинской Консерватории Клиндворта — Шарвенки.